# Fantasía para piano (Chopin)

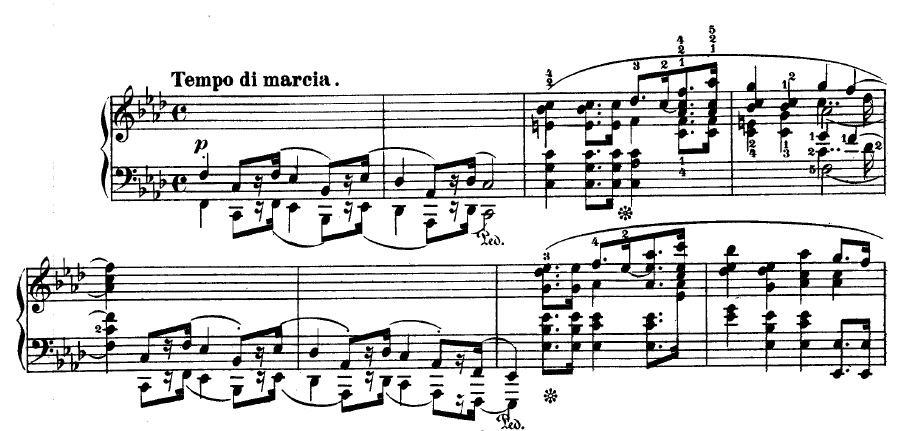
Inicio de la Fantasía para piano, Op.49 de Chopin.

La Fantasía para piano, Op. 49 de Frédéric Chopin fue escrita en 1841 en París y publicada ese mismo año en la editorial Schlesinger en la misma ciudad.

## Historia
Chopin escribió esta pieza cuando tenía 31 años. Está inspirada en los sucesos políticos de Polonia y dedicada a la princesa Catherine de Souzo.

## Análisis musical
La obra está escrita para piano. Cuenta con un único movimiento que contiene las siguientes indicaciones: 
- Tempo di marcia
- Agitato
- Stretto
- Lento sostenuto
- Tempo primo
- Adagio sostenuto
- Assai allegro

Sigue la forma de la fantasía, tomando de ella algunos elementos destacados tales como la imprevisibilidad (cambios repentinos en el intensidad y la tonalidad), contrastes de la textura, el ritmo, así como el uso de la invención formal. Es decir, la forma de la pieza no se puede encajar fácilmente en ninguno de los patrones pre-concebidos o conocidos (como la forma sonata) y puede llegar a dar la impresión de ser un estilo improvisatorio.
Como ejemplo, se puede examinar la sección introductoria y la música subsiguiente. La obra comienza con una secuencia en fa menor, que inicia una sección de cierta extensión, oscura a modo de conmovedora marcha fúnebre en tempo di marcia. Se trata de un homenaje a los muertos en la revolución polaca. El material de esta parte no reaparece a lo largo de la pieza, sin embargo, estamos ante un motivo o "idea musical" formado por una escala descendente de cuatro notas que constituye una especie de hilo conductor en la obra. Esta primera sección está firmemente afianzada, aunque con alguna desviación, en la tonalidad de fa menor y su regularidad rítmica le proporciona un contraste respecto de lo que sigue justamente a continuación. 
La siguiente es una sección tremendamente impredecible y "libre" casi improvisatoria, que se mueve rápidamente a través de áreas tonales temporales creando una sensación de misterio y de inestabilidad. Esta sección, marcada como agitato, está en la ♭ mayor. Contiene una parte central a modo de coral, de gran efusión lírica. 
Finaliza la obra con una sección que podría considerarse una marcha triunfal o de esperanza de que las tropas polacas llegasen a triunfar sobre el ejército ruso de ocupación. En medio de estas secciones aparecen secuencias de transición que enriquecen el tejido pianístico. Es una obra deslumbrante con pasajes en octavas de extraordinaria dificultad. Una de las partituras más creativas de su autor.